# Johann Zahn

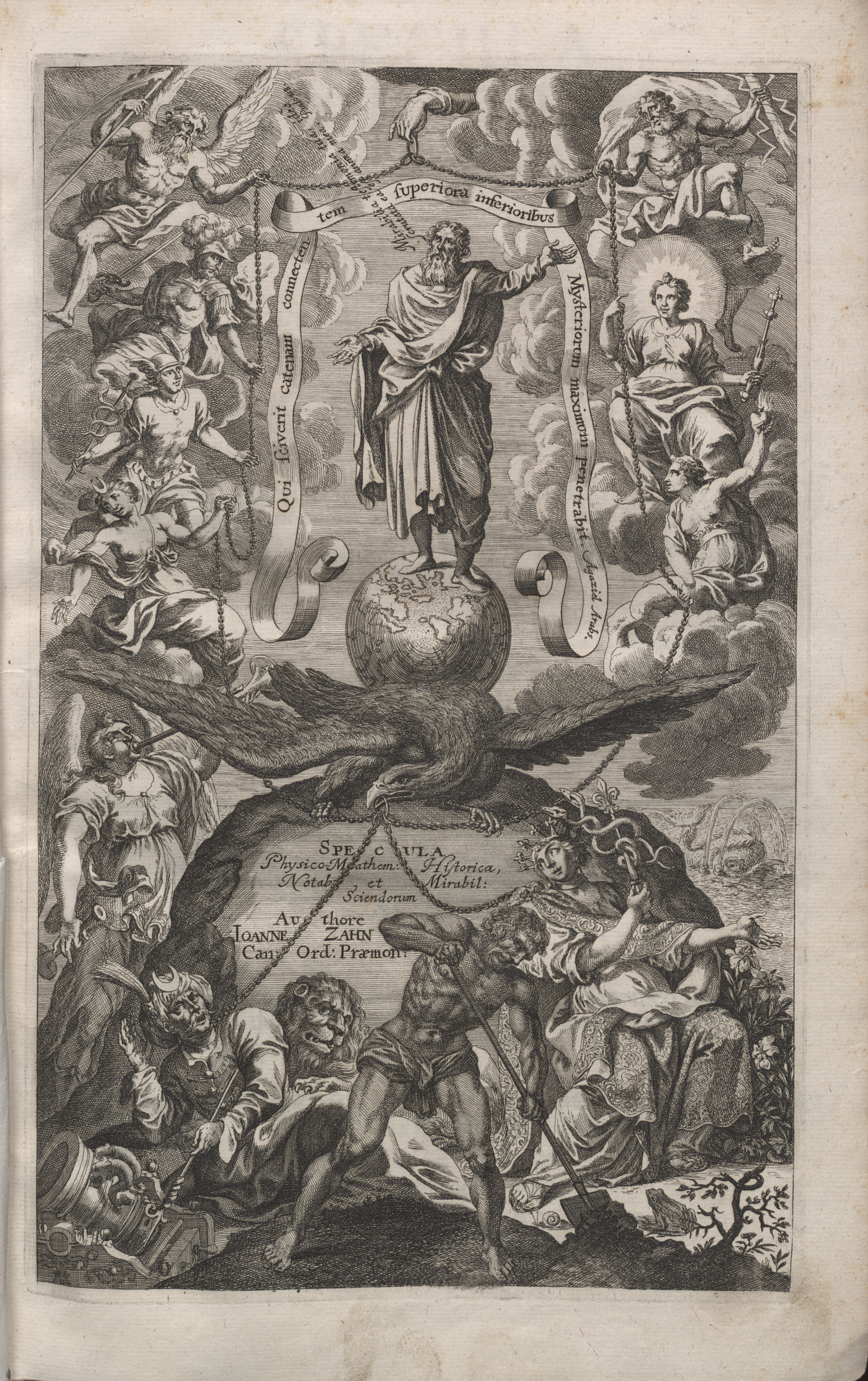
Specula physico-mathematico-historica, 1696

Johann Zahn (Karlstadt, 29 marzo 1641 – 27 giugno 1707) è stato un inventore e religioso tedesco.

## Biografia

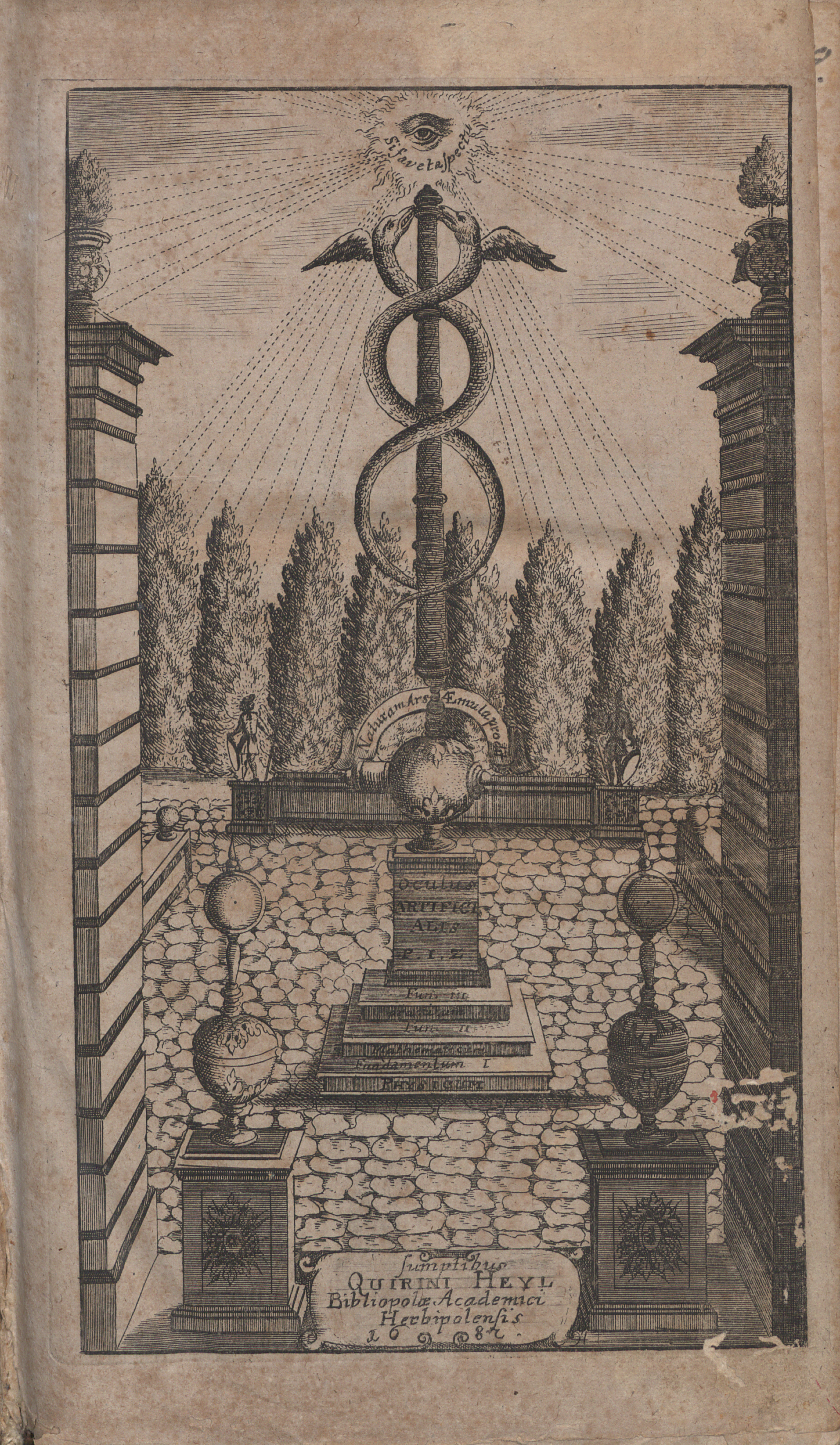
Oculus artificialis teledioptricus, 1685

Johann Zahn nel 1685 realizzò una camera oscura al cui interno c'era uno specchio a 45° che permetteva di raddrizzare l'immagine proveniente dall'obiettivo e la proiettava dritta sul vetro smerigliato, sul quale i pittori meno abili potevano appoggiare il loro foglio per riprodurre le viste dei paesaggi.

## Opere
- Oculus artificialis teledioptricus sive Telescopium, vol. 1, Herbi Poli, Quirinus Heyl, 1685.
- Oculus artificialis teledioptricus sive Telescopium, vol. 2, Herbi Poli, Quirinus Heyl, Johann Georg Drullmann, 1686.
- Oculus artificialis teledioptricus sive Telescopium, vol. 3, Herbi Poli, Quirinus Heyl, 1686.
- Specula physico-mathematico-historica notabilium ac mirabilium sciendorum, vol. 1, Norimbergae, Johann Christoph Lochner, Andreas Knorz, 1696.
- Specula physico-mathematico-historica notabilium ac mirabilium sciendorum, vol. 2, Norimbergae, Johann Christoph Lochner, Andreas Knorz, 1696.
- Specula physico-mathematico-historica notabilium ac mirabilium sciendorum, vol. 3, Norimbergae, Johann Christoph Lochner, Andreas Knorz, 1696.